# Limitless (EP)
Limitless es la primera publicación de la banda de post-hardcore Crown the Empire.

## Lista de canciones
| N.º   | Título                         | Duración |  |
| 1.    | «"The Glass Elevator (Walls)"» | 2:55     |  |
| 2.    | «"Breaking Point"»             | 4:42     |  |
| 3.    | «"Wake Me Up"»                 | 4:23     |  |
| 4.    | «"Johnny Ringo"»               | 4:19     |  |
| 5.    | «"Voices"»                     | 3:21     |  |
| 6.    | «"Limitless"»                  | 4:27     |  |
| 7.    | «"Lead Me Out of the Dark"»    | 3:17     |  |
| 27:24 |                                |          |  |

## Personal
Crown the Empire
- Andrew "Andy Leo" Velasquez – vocalista principal
- Brandon Hoover – guitarra y coros
- Hayden Tree – bajo
- Austin Duncan – teclado
- Brent Taddie – batería

Músicos adicionales
- Britni Michelle Horner – vocalista en "Voices"[1]
- Denis Shaforostov – vocalista en "Limitless"